# Privacidade na internet
A privacidade na internet envolve a capacidade de controlar como e quais informações produzidas pelo usuário podem ser acessadas, gravadas e compartilhadas a terceiros no âmbito da Internet. Com o desenvolvimento das tecnologias de comunicação e vigilância, discussões sobre o que pode ou não ser compartilhado sem o consentimento dos usuários se tornaram mais frequentes, com governos se mobilizando para decidir leis que regulamentam o direito de privacidade dos usuários.
A privacidade pode ser sobre informação pessoalmente identificável (PII) ou não pessoalmente identificável, como registro de comportamento em sites. PII se refere a a qualquer informação capaz de identificar individualmente uma pessoa. Informações como a sua posição geográfica em um GPS, o endereço IP de sua máquina ou até mesmo o sexo da pessoa são suficientes para conseguir identificar uma pessoa, e como praticamente todos os sites tem meios de armazenar dados de acesso do usuário, geralmente por meio de recursos como cookies, essas informações podem ser adquiridas e acessadas pelos donos de site ou pelo seu provedor de internet.

## Tipos de risco

### Rastreamento
Sites constantemente fazem registros das suas atividades utilizando de cookies ou web bugs que não só armazenam suas atividades e informações como também compartilham ela entre outros sites para estabelecer um perfil de usuário rigoroso e completo, muitas vezes sem o consentimento do usuário. Sites implementam desses meios para customizar a experiência de navegação para a pessoa, de modo que possa mostrar anúncios e resultados que, em teoria, se alinhariam com os interesses dele baseado no comportamento que foi observado enquanto você navega, algo que muitos podem não se importar, mas para outros pode ser considerado como uma séria invasão de privacidade.

### Vigilância
Alguns governos estabeleceram leis que permitem espionar os dados de seus cidadãos para auxiliar na investigação de casos e combate ao crime organizado. Por exemplo, leis como o ato de Poderes Investigativos de 2016 do Reino Unido que expande os direitos de vigilância do governo britânico sobre seus cidadãos para a polícia e as unidades de inteligência britânicas. Provedores de internet (ISP) no Brasil e outros países são requisitadas a armazenar registros de conexão dos usuário por um período máximo de 1 ano que podem ser requisitadas pelas autoridades do governo e usadas em investigações como explícito no contrato de adesão do plano, sob ameaça de multa caso sejam desrespeitadas as leis estabelecidas para o armazenamento de tais informações.

### Observadores intermediários
Pacotes de dados trafegam por vários pontos antes de chegar ao seu destino, e se a conexão não for segura, corre o risco de ter seus dados interceptados, podendo ter desde seu IP exposto, além de descobrir informação como seu proxy, posição de acesso e destino dos seus dados. Para evitar esse tipo de problema, muitos sites empregam de criptografia utilizando o protocolo HTTPS, muito utilizado em sites do governo, ou em transações bancárias. Os certificados de criptografia são homologados por empresas de segurança que conferem a veracidade do protocolo, que é então demonstrado como um ícone de cadeado pela maioria dos navegadores modernos, no entanto, possuir esse protocolo não é garantia que um site seja seguro, apenas que a conexão entre você e o site esteja criptografada, logo ainda é necessário ter cuidado com sites falsos que adotam certificados legítimos para enganar o usuário em um falso sentimento de segurança.

### Roubo de informação
Bilhões de dados são roubados, perdidos ou comprometidos em todo o ano, esses números alarmantes apontam um real risco para as pessoas. Roubo de identidade é o principal crime de violação de dados do mundo, aumentando em números de forma gritante com os anos e demandando cada vez mais da atenção dos usuários para não se tornarem vítimas dos golpes desses criminosos. Eles utilizam de programas maliciosos por meio de links infectados que são escondidos em e-mails e anúncios de site que infectam as máquinas com spywares, keyloggers e outros tipos de malware que roubam as informações do usuário e então são usadas para aplicar diversos golpes e até mesmo assumir sua identidade na internet.

## Riscos para a privacidade na Internet

### Cookies
Cookies HTTP são pequenos arquivos que os sites armazenam no disco rígido de seu computador quando você os visita. Servindo com o propósito de identificar o usuário caso ele retorne para o site, apesar de cookies não serem mal-intencionados por conta própria, eles podem ser utilizados de maneira indevida pelo fato deles armazenarem dados pessoais do usuário em duas formas: informação de formulários e rastreamento de anúncios. Esta informação pessoal não é gerada pelo próprio cookie e sim pelas entradas do próprio usuário em formulários de registros, páginas de pagamento, mensagens e outros formulários online.
No passado, sites não necessitavam deixar explícito a existência de cookies nas páginas para seus usuários, mas cookies de rastreamento são tipicamente utilizados para compilar longos registros de navegação de usuários auxiliando na exibição de anúncios relevantes a pessoa, mas isso levantou discussões sobre privacidade que levou a advogados europeus e nos EUA a sancionar leis que lidam com esse problema em 2011. Após isso, se tornou padrão de todas as páginas mostrarem um termo de conscientização informando do uso de cookies na página e pedindo a confirmação do usuário para armazená-los, mas por causa de mais usuários começarem a apagar seus cookies, anunciantes passaram a utilizar flash cookies e zombie cookies persistentes. Esses tipos de cookies não são armazenados nas máquinas dos usuários, sendo muito mais difíceis de serem deletados, mas navegadores modernos e programas antivírus são capazes de bloqueá-los. 
O uso original dos cookies eram que apenas eles fossem transmitidos para o próprio usuário, assim ele conseguiria a informação que o site já possui, mas programadores são capazes de contornar essas restrições permitindo o uso de cross-site scripting ou outras técnicas para roubar informação do usuário.

### Impressão digital do dispositivo
A impressão digital do dispositivo é uma tecnologia recente que é útil em prevenir contra fraudes e proteger informação do computador. As impressões digitais utilizam informações de dispositivos e sessões de navegadores para determinar o risco de realizar negócios com a pessoa naquele dispositivo. Essa tecnologia funciona até mesmo com os cookies desligados, VPNs e outras formas de segurança, tendo estas informações recolhidas por serviços de web analytics permitindo empresas ter um local para poder conferir os níveis de risco de negociar ou até mesmo se comunicar com um indivíduo, mas empresas podem usar disso para anúncios direcionados e outros propósitos.
Devido a isso, é bem difícil navegar na internet sem ser rastreado por impressões digitais hoje em dia. Entretanto, para aqueles que não desejam estar expostos a rastreamento são muitas e podem necessitar que o usuário tenha um certo nível de conhecimento avançado para poder customizar seu navegador e usar VPNs para mascarar o IP do usuário. No entanto, tais ações podem acabar fazendo que alguns sites parem de funcionar e até mesmo causar bloqueios temporários em contas.

### Motores de busca
Um motor de busca é um programa capaz de buscar palavras-chave fornecidas pelo utilizador em uma base de dados, na internet procurando elas em websites. Motores de busca online como o Google também possuem a habilidade de rastrear cada uma de suas buscas. Eles podem armazenar seu endereço de IP, os termos de busca usados, a hora e a data da busca, e outras informações. Esses dados são ligados as suas pesquisas e armazenados nos servidores deles para serem depois utilizados de forma para aprimorar os serviços de busca, proteger contra pressão da segurança e fraude. Tudo isso faz parte de um esforço das empresas de busca para personalizar os resultados das pesquisas dos usuários, mostrando resultados em sua linguagem, que estão na sua proximidade e coletando informações que podem ser utilizadas para mostrar anúncios que possam ser úteis para você. 
O Google armazena todos os dados de pesquisa e uso de outros programas dele como Gmail, Google Maps, YouTube, Google Chrome, além dos números, contatos e modelos de celulares associados em sua conta, centralizando todos os dados em que a empresa possui dele. As políticas de privacidade do Google explicam a informação que eles coletam, além das razões por trás disso, o uso delas e como você pode acessar e atualizar elas. O Google informa coletar suas informações pessoais, podendo também guardar número de telefone e informações de pagamento, além disso eles também coletam todo conteúdo criado ou recebido pelas plataformas deles, incluindo e-mails enviados e recebidos, fotos e vídeos salvos, documentos e planilhas criados e comentários feitos em vídeos no YouTube. O Google também coleta informação sobre apps, navegadores e dispositivos que você usa para acessar os programas da google, e mesmo caso não esteja online na conta, eles armazenam identificadores exclusivos que identificam sua máquina individualmente na internet. O Google também coleta toda a sua atividade nos serviços dela, desde suas pesquisas, vídeos que assiste, interação com anúncios, atividade de compras, pessoas que se comunica ou compartilha conteúdo, atividades em sites e apps de terceiros que utilizam os serviços deles e histórico de navegação do Google Chrome. O Google também coleta informação de sua posição, Endereço IP, dados de sensores e informação de itens próximos do dispositivo. O Google continua atualizando os seus termos de serviço periodicamente, mas o núcleo dos termos continuam os mesmos. Por exemplo, o Google não vende informação pessoal nem compartilha ela externamente.

### Redes sociais
As redes sociais apresentam um ambiente em que usuários podem compartilhar informação, em grande parte pessoal, com outros usuários em diferentes níveis, como relacionamento, profissional, comunitário etc. Milhões de dados circulam na internet em sites como Facebook, Instagram, Twitter, YouTube e Google+, e que podem ser facilmente acessados de forma pública ou até mesmo tendo seus usuários induzidos a revelar suas informações por meio de técnicas de engenharia social.
Os dados postos nessas redes são utilizados para formar perfis públicos dos usuários, que podem ser acessados por pessoas de boa ou má índole, aumentando seu grau de exposição pública, que pode implicar a vários problemas sociais nos seus usuários, em especial de menores. Ter informações como nome, endereço, locais que frequenta, e-mail, ou até mesmo fotos podem ser utilizados para identificar a pessoa a meio de encontrar ela fora da internet, o que pode acarretar em inúmeros perigos para a segurança da pessoa, seus amigos e familiares por abrir espaço para a ação de stalkers e criminosos que utilizam das redes sociais para conhecer a rotina do dia a dia dos seus alvos.

### Geolocalização
Um geolocalizador é capaz de tornar conhecidas as coordenadas de um aparelho localizador e hoje em dia, aparelhos móveis capazes de utilizar a tecnologia de GPS são extremamente comuns, tornando geolocalização uma comodidade para as pessoas. Diversos sites hoje pedem pela sua localização como requisito para cumprir suas funções, geralmente com o propósito de melhor exibir informações relevantes ao usuário de acordo com a sua localização, como o endereço de restaurantes, mapas, ou até mesmo sistemas antirroubo. No entanto, os programas que utilizam da geolocalização podem reunir dados preocupantes para sua privacidade, conseguindo encontrar sua posição com metros de exatidão, aprender as rotas que você pode toma para casa ou seu trabalho e as vezes rastrear sua posição sem o seu conhecimento. Empresas investem em segurança para que essas informações não sejam roubadas, mas incidentes em que a posição de uma pessoa foram vazados já ocorreram no passado e também é possível que você revele sua própria posição exata de forma pública por meio de mensagens ou fotos compartilhadas em sites e redes sociais, algo que pode implicar em riscos para a sua segurança.

### Provedor de Internet
Usuários precisam de um provedor de internet (ISP) para acessar a Internet. Todos os dados transmitidos pelo e para o usuário passam pelo ISP, logo, o ISP tem a capacidade de observar as atividades de seus usuários. Naturalmente, ISP são proibidos de fazer isso pela lei.
ISPs mantém um nível de informação de seus usuários, mas do ponto de vista da privacidade, eles coletam apenas o necessário parar poderem fornecer conectividade de Internet (endereço IP, informação de faturas, etc). ISPs não conseguem saber os conteúdos de dados encriptados passando pelos seus consumidores e a internet, por isso o protocolo HTTPS se tornou a opção mais popular e suportada para criptografia o tráfego na internet, mas os ISP ainda conseguem identificar o IP do remetente e do recipiente.
Os tipos de informação que um ISP coleta, como ele a usa, e se ele informa a seus clientes, pode implicar sérios riscos de privacidade. Além do uso de dados coletados típicos por terceiros, ISP são requisitados de armazenar registros de acesso de seus clientes, e no caso do Brasil, eles são obrigados a armazenar eles por no mínimo 1 ano, ressaltando que autoridades policiais, administrativas ou do Ministério Público podem requerer que os registros sejam armazenados por um prazo maior, tudo de forma sigilosa e sem que os próprios clientes saibam disso.

### Outros potenciais riscos à privacidade na Internet
- Malware ou “software malicioso,” é um termo amplo que descreve qualquer programa ou código malicioso que seja prejudicial aos sistemas.[23]
- Spyware é o malware que secretamente observa as atividades do usuário do computador sem permissão e passa informações ao autor do software.[23]
- Web bug é um objeto imbuído em uma página ou e-mail e geralmente é invisível. Ele permite identificar se uma pessoa olhou um site ou e-mail em específico.
- Phishing é uma forma de fraude eletrônica em que um criminoso engana a pessoa a passar informações pessoais como senhas, cartões de crédito, CPF e número de contas bancárias por meio de se passar por uma entidade confiável por algum meio de comunicação eletrônico.
- Pharming é uma pratica similar a phishing onde o tráfego de um site legítimo é redirecionado a um site falso. Isso pode ser feito por instalar malwares no dispositivo de uma pessoa ou por explorar as vulnerabilidades de um servidor DNS.
- Engenharia social ocorre quando pessoas são manipuladas ou enganadas para realizar ações específicas ou divulgar informação sigilosa.[24]
- Servidores proxy maliciosos (ou outros serviços de "anonimato").
- Uso de senhas fracas que consistem de repetições, contêm apenas números, usam palavras, são curtas, só possuem caracteres minúsculos ou maiúsculos, nome da pessoa, número de telefone, data de nascimento.[25]
- Usar o mesmo nome de usuário e/ou senha em múltiplas contas que torna o risco de ter múltiplas contas comprometidas de uma única vez.
- Usar software desatualizado que pode possuir vulnerabilidades de segurança que já foram corrigidas em versões mais atuais.
- WebRTC é um protocolo que sofre de uma vulnerabilidade que permite o usuário ter seu Endereço IP real vazado para terceiros. Ele é ativado por padrão em navegadores como Google Chrome e Firefox.[26]

## Cuidando da sua privacidade
Abaixo se encontra uma série de pequenas atitudes que podem aprimorar a sua privacidade no seu dia-a-dia:
- Utilizar um pseudónimo e não seu nome real na internet, exceto quando estritamente necessário.
- Empregar o uso de programas antivírus, capazes de detectar malwares, spywares e outras formas de vulnerabilidade. Existem antivírus que também disponibilizam firewall, vigilância de dados na rede e proteção contra os tipos mais comuns de fraudes e golpes.
- Usar um navegador e atualizado.
- Manter seu sistema operacional atualizado e atento para possíveis brechas de segurança.
- Conhecer que tipo de site está entrando, checar os links URL antes de acessar e checar se ele possui protocolo HTTPS.
- Não realizar transações bancárias em sites sem protocolo HTTPS.
- Decidir que tipo de informação você pretende compartilhar na internet.
- Ler os termos de privacidade dos serviços e programas que você utiliza.
- Usar senhas fortes e trocá-las periodicamente.
- Limpar seus registros de navegação e cookies.
- Usar o modo de navegação privada do navegador.
- Utilizar um VPN e/ou servidores proxy confiáveis.
- Não compartilhar informação com terceiros na internet que não sejam seus conhecidos.
- Ler e se informar sempre que possível para novas ameaças e mudanças nas tendências online.

### Navegação privada
A maioria dos navegadores modernos possuem alguma forma de navegação privada, ou modo anônimo, em que não são guardados os registros de navegação e cookies das páginas acessadas, permitindo um grau maior de privacidade na navegação, apesar disso, pesquisas informam que a implementação desses modos não é suficiente para totalmente mascarar as atividades de navegação dos usuários, requerindo cuidados extras caso seja necessário ocultar completamente seus rastros. Essa função possui nomes diferentes em cada navegador, mas geralmente cumprem o mesmo propósito e são úteis para usar em computadores públicos para reduzir ou até mesmo eliminar seus rastros e credenciais. Para um maior nível de anonimato é possível usar Tor que esconde seu endereço IP por meio de acesso a túneis virtuais em uma rede de de anonimato.

## Privacidade na internet e menores de idade
A segurança das crianças na internet vem se tornando um assunto de grande importância para ser discutido nas formas que a internet pode por em risco menores de idade e que tipo de crimes e práticas eles se encontram expostos. Várias organizações internacionais e nacionais publicam relatórios e diretrizes das ameaças da internet e seu impacto nos menores.